# Asedio de Warangal (1323)
El asedio de Warangal de 1323 se refiere a un enfrentamiento militar librado entre las fuerzas del Sultanato de Delhi y las del reino hindú de la dinastía Kakatiya. Ese año, el sultán de Delhi, Ghiyath al-Din Tughluq, envió un ejército dirigido por su hijo Ulugh Jan (luego conocido como Muhammad bin Tughluq) contra la capital de los kakatiyas, Warangal, después que el rey local, Prataparudra, se negara a pagar tributos. Un primer asedio acabó en desastre, pues estalló una revuelta debido al falso rumor de la muerte del sultán en Delhi. Ulugh Jan debió retirarse a Devagiri, pero cuatro meses más volvió a Warangal con refuerzos. Esta vez Pataparudra fue derrotado y capturado, finalizando su dinastía.

## Antecedentes
El reino hindú de los kakatiyas, gobernado por Prataparudra, estaba ubicado en la parte oriental de la región del Decán, en el sur del subcontinente indio. Los gobernantes musulmanes del Sultanato de Delhi habían invadido su capital, Warangal, dos veces, en 1310 y 1318, obligando a Prataparudra a convertirse en su tributario. En medio de la inestabilidad política producto del fin de la dinastía Jalyi en 1320, Prataparudra dejó de enviar tributos a Delhi. Posteriormente, Ghiyath al-Din Tughluq ascendió al trono de Delhi y envió a su hijo Ulugh Jan (luego conocido como Muhammad bin Tughluq) contra los kakatiyas para extraer tributos. Prataparudra inicialmente opuso una fuerte resistencia contra los invasores, pero finalmente se retiró a Warangal. Ulugh Jan sitió la ciudad, mientras que otro contingente de Delhi dirigido por Abu-Riza sitió Kotagiri.
En 1322, la región de Bengala, gobernada por el rebelde Shamsuddin Firuz Sah fue reconquistada por el sultán.

## Primer asedio
El primer asedio de Ulugh Jan no tuvo éxito: los cronistas musulmanes culpan a un hombre llamado Ubaid por este fracaso, aunque sus relatos varían sobre la causa exacta. Según el cronista Abdul Malik Isami, Ulugh saqueó el territorio del reino en su camino a Warangal. Luego sitió la capital por ser meses sin lograr abrirse paso. Cuando su padre expresó su descontento con los resultados, Ulugh consultó al astrólogo Ubaid. Este último declaró que el fuerte caería en un día específico y se ofreció a ser ejecutado si su predicción fallaba. Sin embargo, los defensores no mostraron ningún signo de sumisión ese día y, por lo tanto, Ubaid ideó un plan para salvarse. Difundió un rumor falso de que Ghiyath al-Din había muerto en Delhi y que los simpatizantes de la dinastía Jalyi se habían rebelado en Delhi. También dijo a los soldados que Ulugh había decidido matar a los principales emires del ejército de Delhi en Warangal por sospechar que también eran simpatizantes de Jalyi. Esto provocó el pánico en el campamento y una sección del ejército se rebeló y se retiró de Warangal.
En la crónica de Ziauddin Barani, en un momento dado, Ulugh estuvo a punto de ganar y Prataparudra se ofreció a negociar una tregua. Sin embargo, Ulugh rechazó la oferta, ya que estaba decidido a anexionarse Warangal. Mientras tanto, el sistema postal que conectaba al ejército de Ulugh con Delhi dejó de funcionar. En medio de esta confusión, los asociados de Ulugh, Ubaid y Shaikh Zada-i-Dimashqi, difundieron el falso rumor. El resto del relato de Barani es similar al de Isami.
Ibn Battuta afirmaba que fue Ulugh quien le pidió a Ubaid que difundiera el falso rumor, porque quería arrebatarle el trono de Delhi a su padre. Había esperado que los jefes del ejército lo apoyaran después de enterarse de la muerte de Ghiyath al-Din. Este plan fracasó cuando los jefes del ejército se rebelaron y planearon matarlo en su lugar. Consiguió huir a Delhi con la ayuda del jefe leal Malik Timur. Una vez en Delhi, Ulugh acusó falsamente a Ubaid y a otros emires de la conspiración. Ghiyath al-Din aceptó estas acusaciones y castigó a los emires. La veracidad del relato es dudosa, porque contradice las crónicas indias y porque lo escribió de memoria varios años después, tras regresar al actual Marruecos.
Sea como fuere, se sabe que el primer ataque de Ulugh contra Warangal fracasó. Aprovechando la situación, el ejército de los kakatiyas asaltó el campamento de los invasores y lo saqueó. Ulugh tuvo que huir y el ejército hindú lo persiguió hasta Kotagiri, donde Abu Riza acudió en su rescate. Finalmente, se retiró a Devagiri.
La victoria de Prataparudra lo hizo sentirse complaciente: creía que había logrado una victoria decisiva y que el ejército de Delhi no regresaría a Warangal. Organizó una fiesta para celebrar su victoria y agotó el granero del fuerte. También permitió que sus soldados se tomaran una licencia del servicio militar y regresaran a la agricultura y la ganadería.

## Segundo asedio
Cuando Ghiyath al-Din se enteró del fracaso del asedio, castigó severamente a los rebeldes. Luego envió refuerzos a Devagiri y ordenó a Ulugh que lanzara un nuevo ataque sobre Warangal. Cuatro meses después de su retirada, Ulugh marchó a Telangana nuevamente, esta vez capturando los fuertes enemigos en ruta a Warangal. Primero, capturó un lugar llamado Badrikot (posiblemente el moderno Bidar). Luego, marchó a Bodhan y lo capturó después de un asedio de 3 a 4 días. El gobernador defensor y sus compañeros abrazaron el islam para salvar sus vidas.
A continuación, Ulugh marchó hacia Warangal, donde primero sitió y capturó el fuerte de adobe exterior y luego rodeó la ciudadela interior. El asedio duró cinco meses, lo que sugiere que los defensores opusieron una fuerte resistencia. La escasez de provisiones en el fuerte pudo haber obligado a Prataparudra a rendirse. Después de abrir las puertas de la ciudadela, los invasores saquearon y quemaron las casas y destruyeron los edificios públicos.
Ulugh envió a Prataparudra y a sus familiares a Delhi, escoltados por un contingente liderado por sus lugartenientes Qadir Jan y Jawaya Hayi. Prataparudra parece haberse suicidado en las orillas del río Narmada camino a Delhi o pidió a uno de sus fieles darle muerte antes que ser humillado por el sultán.

## Consecuencias
Ulugh decidió volver a Delhi saqueando la costa oriental del subcontinente en su camino, luego hizo construir una mezquita en Rajahmundry en 1324. Luego, se dirigió a la costa de Orissa, pero el rey Bhanudeva II de la dinastía Ganga oriental envió un gran ejército a su frontera sur para vigilar su avance. Las placas de Puri del rey Narasimhadeva IV (1378-1414) indican que se derrotó un ejército del sultanato, lo que ha llevado a historiadores como A. K. Ray a teorizar que se refieren a que debió tratarse de la expedición de Ulugh a Orissa.